# Karim Sadrieh
Abdolkarim Sadrieh (* 21. Januar 1965 in Teheran) ist ein deutscher Professor für Betriebswirtschaftslehre. Er ist seit 2004 Inhaber des Lehrstuhls für E-Business an der Fakultät für Wirtschaftswissenschaften der Otto-von-Guericke-Universität Magdeburg.

## Leben
Sadrieh wurde als Sohn einer deutsch-persischen Familie Bonner Volkswirte (Mutter Dipl. Vw. und Vater Dr. rer. pol. der Universität Bonn) in Teheran / Iran geboren und lebte bis zum 14. Lebensjahr größtenteils in Teheran aber auch zeitweise in Bonn. Nach der sogenannten „Islamischen Revolution“ im Iran siedelte er im Februar 1979 endgültig nach Bonn um, wo er 1984 am Heinrich-Hertz-Gymnasium die allgemeine Hochschulreife erlangte.
Von 1984 bis 1991 studierte Sadrieh an der Universität Bonn und schloss sein Studium 1991 mit dem Diplom in Volkswirtschaftslehre ab. Noch während seines Studiums arbeitete er ab 1986 als wissenschaftliche Hilfskraft am Bonner Laboratorium für experimentelle Wirtschaftsforschung des Nobelpreisträgers Reinhard Selten. Diese Zusammenarbeit setzte er von 1991 bis 1997 als wissenschaftlicher Mitarbeiter am selben Lehrstuhl fort. Er promovierte 1997 summa cum laude mit der Dissertationsschrift  „The Alternating Double Auction Market. A Game Theoretic and Experimental Investigation“ (Erstgutachter Reinhard Selten; Zweitgutachter Urs Schweizer).  Danach übernahm er die Leitung des Bonner Laboratoriums für experimentelle Wirtschaftsforschung, bevor er 1999 als Assistent Professor of Economics („tenure track“) an die Tilburg University berufen wurde. Anfang 2004 wurde ihm eine unbefristete Professur („tenured“ Associate Professor of Economics) an der Tilburg University verliehen, kurz bevor er den Ruf (C4 / W3) an die Otto-von-Guericke Universität Magdeburg annahm.
Seit 2004 ist Sadrieh der Inhaber des Lehrstuhls für Betriebswirtschaftslehre, insbesondere E‑Business, an der Fakultät für Wirtschaftswissenschaft der Otto-von-Guericke Universität Magdeburg.  Seit 2013 bekleidet er auch das Amt des Forschungsdekans der Fakultät für Wirtschaftswissenschaft und das Amt des Ausländerbeauftragten der Universität. Darüber hinaus ist er bereits seit 2005 Mitglied in der Vergabekommission für Promotionsstipendien und seit 2008 Mitglied im Medienbeirat der Otto-von-Guericke-Universität.

## Außeruniversitäre Tätigkeiten
Neben früheren Beratungstätigkeiten in der Telekommunikationsindustrie (insb. bei der ersten Welle der Frequenzauktionen von 1998 bis 2000), hat sich Sadrieh mit dem Projekt „Känguru-Seminare zum Wissenstransfer im Online-Marketing“ (Förderung im Rahmen des Innovationswettbewerbs „Wirtschaft trifft Wissenschaft“ 2008–2010) für die Stärkung der Online-Marketing-Aktivitäten kleinerer und mittlerer Unternehmen aus der Region Mitteldeutschland eingesetzt.
Sadrieh war oder ist Mitherausgeber der Zeitschriften Experimental Economics (Kluwer), Journal of Economic Behavior & Organization (Elsevier) und des International Journal of Game Theory (Springer). Er ist Gutachter für zahlreiche Fachzeitschriften und Drittmittelgeber, darunter auch die Deutsche Forschungsgemeinschaft (DFG) und der Europäische Forschungsrat (European Research Council, ERC). Außerdem ist er Mitglied im wissenschaftlichen Beirat des Center of Applied Marketing Science Merseburg (CAMS) (seit 2006) und im wissenschaftlichen Beirat des Leibniz-Institut für Wirtschaftsforschung Halle (IWH) (seit 2015).
Darüber hinaus ist Sadrieh Mitglied in acht wissenschaftlichen Gesellschaften, darunter auch in der Gesellschaft für experimentelle Wirtschaftsforschung (GfeW), deren stellvertretender Vorsitzender er seit 2006 ist.

## Forschung
Der Fokus seiner Forschung liegt in der Verbindung der experimentellen Wirtschaftsforschung, der Spieltheorie und der Verhaltensökonomie mit Themen aus den folgenden Bereichen:
- Industrie- und Informationsökonomik
- Medienökonomik und Online-Marketing
- Design von Märkten, Supply-Chains und Organisationen
- Umwelt- und Ressourcen-Management
- Arbeitsanreize, Arbeitsorganisation und Arbeitseinsatz

## Publikationen
Sadrieh publizierte zahlreiche wissenschaftliche Arbeiten in begutachteten internationalen Fachzeitschriften, weshalb er in den bisherigen Handelsblatt-Rankings (Lebenswerk 2009, 2012, und 2014) in der Gruppe der oberen 250 aufgenommen wurde.
- Robin Hartwig, Karl Inderfurth, Abdolkarim Sadrieh, Guido Voigt: Strategic Inventory and Supply Chain Behavior. In: Production and Operations Management. Band 24, Nr. 8, 1. August 2015, S. 1329–1345, doi:10.1111/poms.12325.
- Karina Gose, Abdolkarim Sadrieh: Strike, coordination, and dismissal in uniform wage settings. In: European Economic Review. Band 70, 1. August 2014, S. 145–158, doi:10.1016/j.euroecorev.2014.04.001.
- Sascha Füllbrunn, Katharina Richwien, Abdolkarim Sadrieh: Trust and Trustworthiness in Anonymous Virtual Worlds. In: Journal of Media Economics. Band 24, Nr. 1, 9. März 2011, S. 48–63, doi:10.1080/08997764.2011.549432.
- Heike Hennig-Schmidt, Bettina Rockenbach, Abdolkarim Sadrieh: In Search Of Workers' Real Effort Reciprocity—A Field and a Laboratory Experiment. In: Journal of the European Economic Association. Band 8, Nr. 4, S. 817–837, doi:10.1162/jeea_a_00005.
- Klaus Abbink, Abdolkarim Sadrieh: The pleasure of being nasty. In: Economics Letters. Band 105, Nr. 3, 1. Dezember 2009, S. 306–308, doi:10.1016/j.econlet.2009.08.024.
- Bettina Rockenbach, Abdolkarim Sadrieh, Barbara Mathauschek: Teams take the better risks. In: Journal of Economic Behavior & Organization. Band 63, Nr. 3, 1. Juli 2007, S. 412–422, doi:10.1016/j.jebo.2005.04.023.
- Abdolkarim Sadrieh, Harrie A. A. Verbon: Inequality, cooperation, and growth: An experimental study. In: European Economic Review. Band 50, Nr. 5, 1. Juli 2006, S. 1197–1222, doi:10.1016/j.euroecorev.2005.01.009.
- Maria-Elisabeth Fischer, Bernd Irlenbusch, Abdolkarim Sadrieh: An intergenerational common pool resource experiment. In: Journal of Environmental Economics and Management. Band 48, Nr. 2, 1. September 2004, S. 811–836, doi:10.1016/j.jeem.2003.12.002.
- Reinhard Selten, Klaus Abbink, Joachim Buchta, Abdolkarim Sadrieh: How to play (3×3)-games.: A strategy method experiment. In: Games and Economic Behavior (= First World Congress of the Game Theory Society). Band 45, Nr. 1, 1. Oktober 2003, S. 19–37, doi:10.1016/S0899-8256(02)00528-6.
- Reinhard Selten, Abdolkarim Sadrieh, Klaus Abbink: Money does not induce risk neutral behavior, but binary lotteries do even worse. In: Springer Netherlands (Hrsg.): Theory and Decision. Band 46, Nr. 3, 1999, ISSN 0040-5833, S. 211–249.

## Auszeichnungen und Stipendien
- 1991: Heinz-Sauermann-Anerkennungspreis der Gesellschaft für experimentelle Wirtschaftsforschung für die Diplomarbeit
- 1997: Premio del Presidente della Repubblica Italiana für die beste Dissertation an der Rechts- und Staatswissenschaftlichen Fakultät der Rheinischen Friedrich-Wilhelms-Universität Bonn
- 2000–2002: Marie-Curie Individual Fellowship der Europäischen Union